# Jean François Mulot du Rivage
 (juillet 2016).
Pour les articles homonymes, voir Mulot du Rivage.
Jean François Mulot, sieur du Rivage, né à Granville le 2 août 1721 et mort à Granville le 11 octobre 1786, est un marin, terre-neuva, capitaine corsaire, officier de marine français, armateur et négociant granvillais.

## Biographie

### Ses origines
Jean François Pierre Paul Mulot est le 24e enfant de Robert Mulot, sieur de la Vallée (1656-1725), garde aux traites foraines et commis des fermes du Roy à Granville, receveur des Salines de Bricqueville-sur-Mer, marchand, bourgeois demeurent en la Haute Ville à Granville, et de Marguerite Belliard (/1690-), sa 3e épouse.
Jean François Mulot naît dans une famille de marins, son demi-frère, Claude Mulot (1685-1758), est marin, négociant et aubergiste, installé à Louisbourg au Cap-Breton vers 1723.
Parmi les autres membres de sa famille, on dénombre 5 autres capitaines corsaires : son demi-frère Jacques "le Jeune" Mulot (1706-1764/) ; son beau-frère Mathieu Delarüe (« Au mois de juillet 1744. Le Thomas-Kouli-Kan ne fut pas moins valeureusement commandé par Mathieu de La Rue qui, dans une action des plus sérieuses, eut la figure emportée par un boulet de l’ennemi. En l’année 1747. On l’appelait Face d’argent, du masque de ce métal qu’il portait habituellement pour cacher son honorable difformité. Son second, Jacques Mullot [l’Aisné], eut les deux bras coupés dans la même affaire. La Françoise-du-Lac ayant été attaquée par deux bâtiments de guerre ennemis, le feu de ses flancs sortait avec précipitation pour faire cesser la multitude de coups sous laquelle elle était accablée… ») ; son fils Pierre Jean Mulot (1760-1836) ; son gendre Jacques Olivier Boisnard ; son petit-cousin, le célèbre corsaire Georges René Le Pelley de Pléville, vice-amiral, ministre de la Marine et sénateur. Jacques "l'Aisney" Mulot (ca 1699-1762), son demi-frère, est second capitaine corsaire et officier de marine.

### Les débuts du marin
Comme la majorité des jeunes Granvillais de cette époque, il a certainement embarqué pour la pêche à Terre-Neuve à l'âge de 13 ans. En 1740, il navigue à Saint-Malo, engagé comme matelot sur la Marguerite-Olive, armé par le sieur de Saint-Pair Pigeon et commandé par Michel Clément.

### En course et en guerre

#### De 1743 à 1748
De juillet 1744 à décembre 1744, second capitaine corsaire sur Le Charles-Grenot (100 tx, 18 canons, 150 hommes) appartenant à Léonor Couraye du Parc, commandé par Jacques Clément des Nos, sorti de Granville le 2 août 1744, capture de 4 navires ennemis… (Le Charles-Grenot fit naufrage le printemps suivant sur la côte de Morlaix).
De novembre 1745 à mai 1746, second capitaine corsaire sur La Revanche (200 tx, 34 canons, 257 hommes), appartenant à Teurtrie des Cerisiers, commandé par Jacques Clément des Nos, sorti de Granville le 12 novembre 1745, capture de 4 navires ennemis.
De novembre 1747 à mai 1748, second capitaine corsaire sur L'Aimable-Grenot (390 tx, 40 canons, 150 hommes), appartenant à Léonor Couraye du Parc, commandé par François Joseph Hugon du Prey, capture de 7 navires ennemis.
Reçu capitaine en août 1748.

#### De 1748 à 1756
La paix est signée en 1748.
De mars 1749 à avril 1750, il commande L'Amazone (120 tx) pour Gaspé. De mars 1751 à 1755, il commande Le Jean-de-Grâce' (240 tx) pendant 5 saisons pour le Petit Nord, appartenant au sieur Clément, arraisonné illégalement par les Anglais en 1755 et rançonné. De avril 1756 à janvier 1757, commande Le Jean-de-Grâce (240 tx) pour Terre-Neuve,

#### De 1756 à 1762
De novembre 1757 à février 1758, lieutenant sur Le Mesny (330 tx), appartenant aux sieurs Eustache et Lemarié, commandé par André Courcy puis Thomas Le Tourneur, capture de 6 navires ennemis. Jean-François Mulot prend le commandement de février 1758 à mai 1758, il dirige la capture de L'Amélie amenée à Brest.

### Dans la marine royale
En décembre 1760, second capitaine sur Le Prothée, nommé lieutenant de frégate.

### Après 1762
De avril 1762 à mars 1766, commande Le Jean-de-Grâce (240 tx) pour le Petit Nord.
La même année, il fait construire Le Victor (175 tx).
De avril 1767 à avril 1774, commande Le Victor (175 tx) pour Terre-Neuve.

#### Ouvrages anciens
: document utilisé comme source pour la rédaction de cet article.

#### Ouvrages récents
- Anne Cahierre, Dictionnaire des Capitaines Corsaires Granvillais, Conseil général de la Manche, Archives départementales
- Michel Aumont, Les Corsaires de Granville, Une culture du risque maritime (1688-1815)